# Jay Lovestone
Jay Lovestone, ursprungligen Jacob Liebstein, född 15 december 1897 i Moǔchadz i dåvarande guvernementet Grodno i kejsardömet Ryssland (nuvarande Litauen), död 7 mars 1990 på Manhattan i New York, var en amerikansk kommunistisk politiker, senare antikommunist.
Född i kejsardömet Ryssland (nuvarande Litauen) emigrerade han som tioåring till USA med sina föräldrar. Lovestone blev 1919 en av grundarna till USA:s kommunistiska parti, men han uteslöts 1929 av stalinisterna. Lovestone var under 1930-talet ledare för ett eget socialistparti, men blev under andra världskriget antikommunist och arbetade senare för CIA.